# Glazovo (oblast d'Arkhangelsk)
Glazovo (en russe : Глазово) est un hameau du raïon de Plessetsk, dans l'oblast d'Arkhangelsk en Russie. Une chapelle en bois dédiée à la Transfiguration se situe dans le village. Avant 2020, il faisait partie de la municipalité du Kenozero, avant que celle-ci soit dissoute. Il n'est habité que de manière saisonnière, avec des datchas, mais n'a plus de population permanente depuis 2004.

## Géographie
Le hameau de Glazovo se trouve dans l'oblast d'Arkhangelsk, région du nord européen de la Russie. Le hameau, qui fait partie du district fédéral du Nord-Ouest se situe à 708 km au nord de Moscou, à 296 km au sud-ouest d'Arkhangelsk, la capitale du sujet, et à 129 km à l'ouest de Plessetsk, le centre administratif du raïon de Plessetsk dont le hameau fait partie.
D'un point de vue purement géographique, le village se situe dans le nord de la Russie européenne, dans une zone de vastes plaines et collines recouvertes par la taïga scandinave et russe.
Glazovo se situe sur une presqu'île du Svinoïe, lac d'une vingtaine de kilomètres carrés disposant de nombreuses petites criques et baies entrecoupées par des presqu'îles. Sa position se trouve dans l'ouest du lac, entre deux bras d'eau, et séparée d'une île au nord-est par seulement quelques mètres d'eau.
De l'autre côté du bras du sud-est se trouvent les villages de Ryjkovo et Fedokova. Ce même bras se finit au sud-ouest avec les villages de Minina et d'Erchovo. Au nord-ouest se trouve sur une île le village de Myza, et juste au-dessus mais sur le continent celui d'Oust-Potcha.
Il n'est pas possible d'accéder au village par véhicule, mais seulement à pied ou par l'eau. La route la plus proche est la 11K-688, qui va de Potcha (au nord d'Oust-Potcha) à Koniovo, où passe la route fédérale A215 allant de la M8 par Plessetsk jusqu'à Kargopol.
|                 |          | Oust-Potcha, Myza |
|                 | Glazovo  | Ryjkovo           |
| Minina, Erchovo | Fedokova |                   |

## Histoire
Ces terres du Nord de la Russie européenne ont été peuplées dès le IIIe millénaire av. J.-C., et entre 1987 et 2003, des campagnes de fouilles ont permis de retrouver des objets d'hommes du Néolithique autour du lac Svirnoïe.
Le premier peuplement russe est incertain, mais il est possible d'affirmer que la population slave est apparue sur ces terres pendant la république de Novgorod, lorsque les slaves sont allés vers la mer Blanche, mouvement qui a commencé entre les XIe et XIIIe siècle. Le village se situant sur une voie navigable, et étant à l'abri des vents, il est possible qu'un village soit apparu assez vite.
Au XIXe siècle, le hameau faisait partie du volost de Verchinino (ru) au sein de l'ouïezd de Poudoj dans le gouvernement d'Olonets. 
Pendant de très nombreuses décennies se tenait chaque année lors de la fête de la Transfiguration un office qui était fait par le prêtre de Verchinino, un village non loin. Au début du XXe siècle, un clocher hexagonal fut ajouté à la chapelle.
En 1919, l'ouïezd de Poudoj a été intégré au gouvernement de Vologda, avant qu'en 1929, il soit intégré dans le kraï du Nord, au sein du raïon de Plessetsk. En 1937, le hameau a rejoint tout comme le raïon l'oblast d'Arkhangelsk nouvellement créé.
En 1931 fut créée une ferme collective dans le village, qui fut regroupée entre 1952 et 1967 avec les fermes collectives d'autres hameaux d'autour du lac. La ferme était à la fois sur l'agriculture, l'élevage et la pêche.
Pendant la Seconde Guerre mondiale, 28 hommes partirent au front, et 20 hommes ne revinrent pas.
Depuis 2004, il n'y a plus aucun habitant permanent dans le hameau, Glazovo étant seulement composé de datchas habitées de manière saisonnière.

## Démographie
Estimations de la population,,:
| 1843 | 1873 | 1885 | 1890 | 1905 |
| ---- | ---- | ---- | ---- | ---- |
| 68   | 96   | 83   | 92   | 102  |

| 2004 | - | - | - | - |
| ---- | - | - | - | - |
| 0    | - | - | - | - |

## Patrimoine
La localité de Glazovo possède un site inscrit aux objets patrimoniaux culturels de Russie, sa chapelle, construite entre 1801 et 1805. Détériorée durant la période soviétique, elle fut considérablement rénovée dans les années 1990. Elle fut classée en 1990 par une décision du Comité exécutif de l'oblast d'Arkhangelsk.

## Galerie

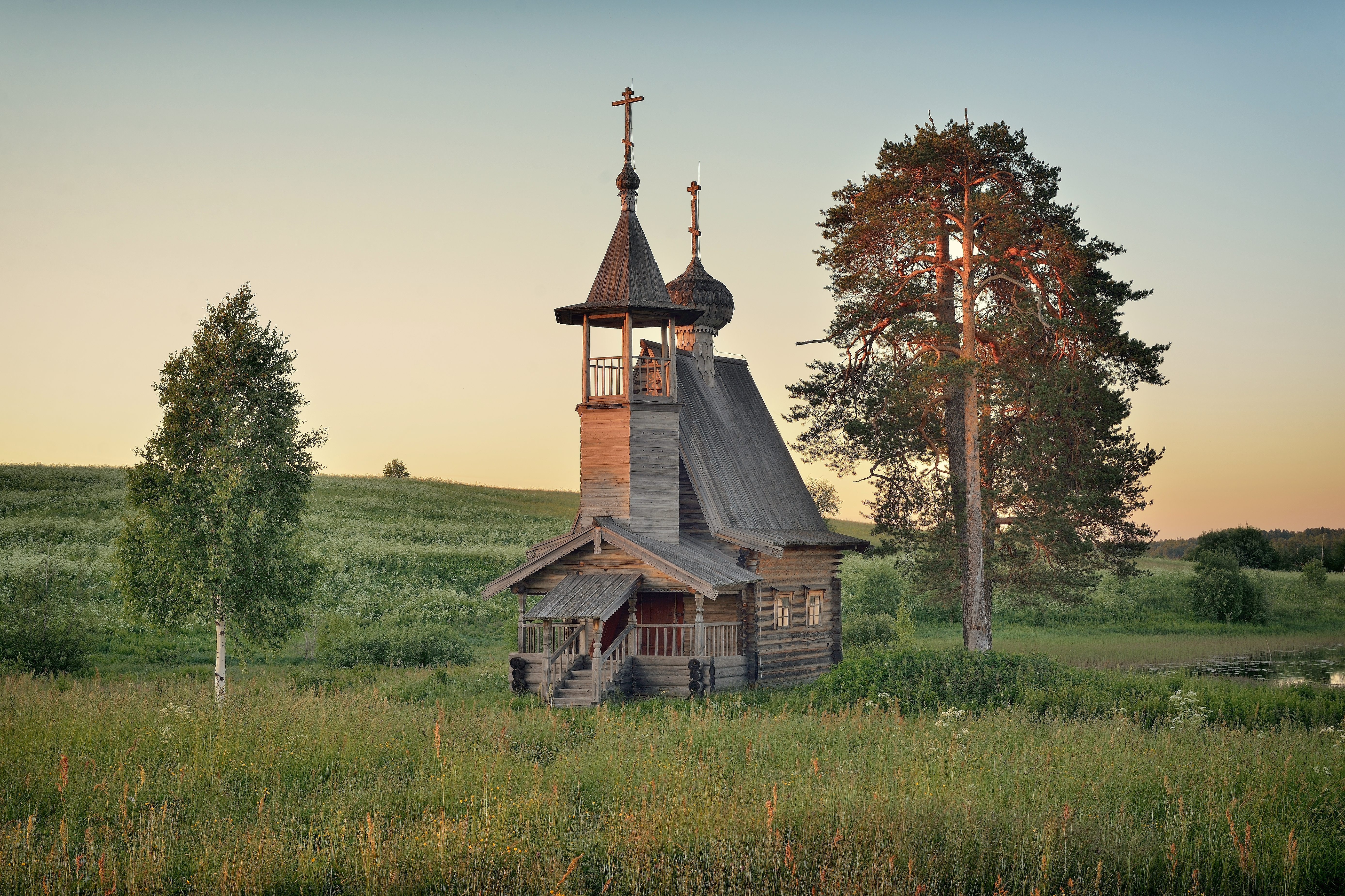
La chapelle en juin 2016 au couchant.
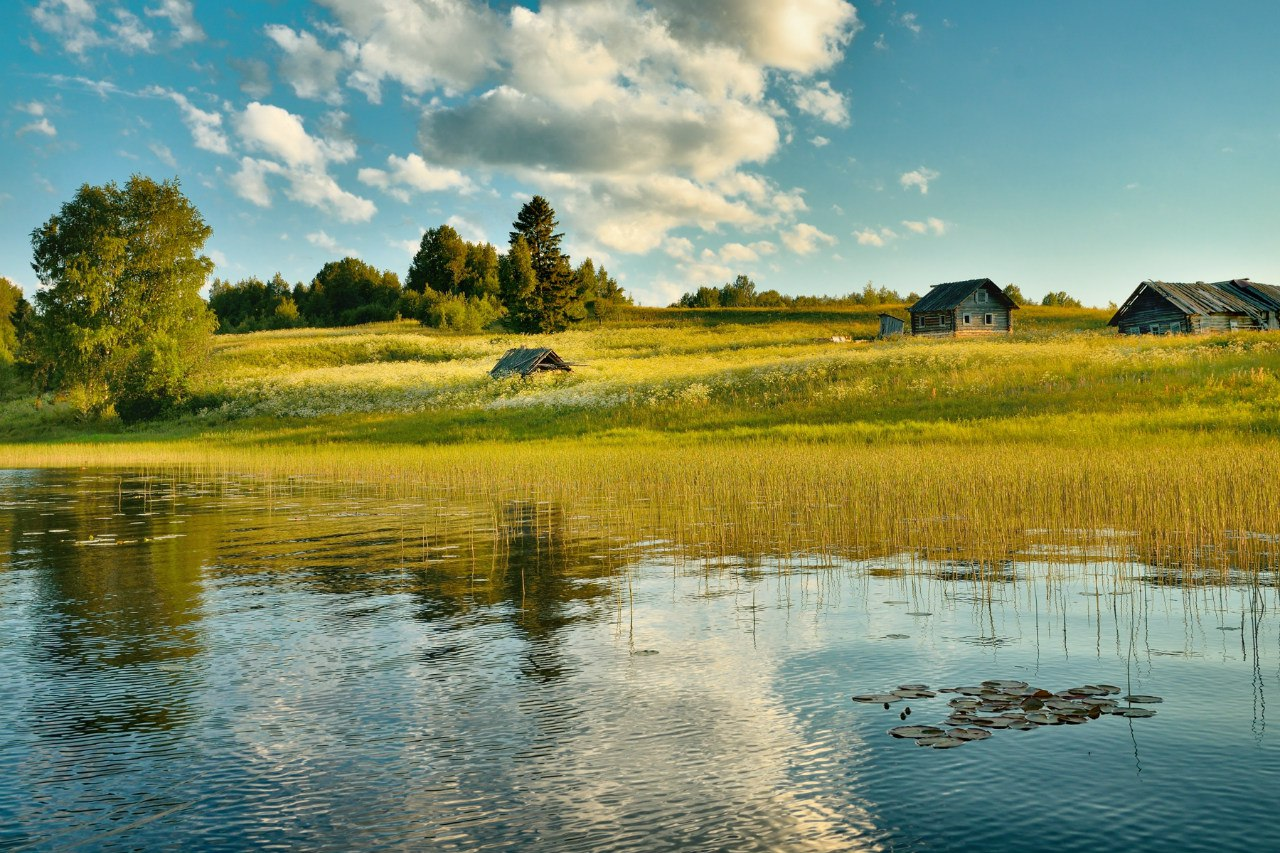
Maisons sur le rivage.
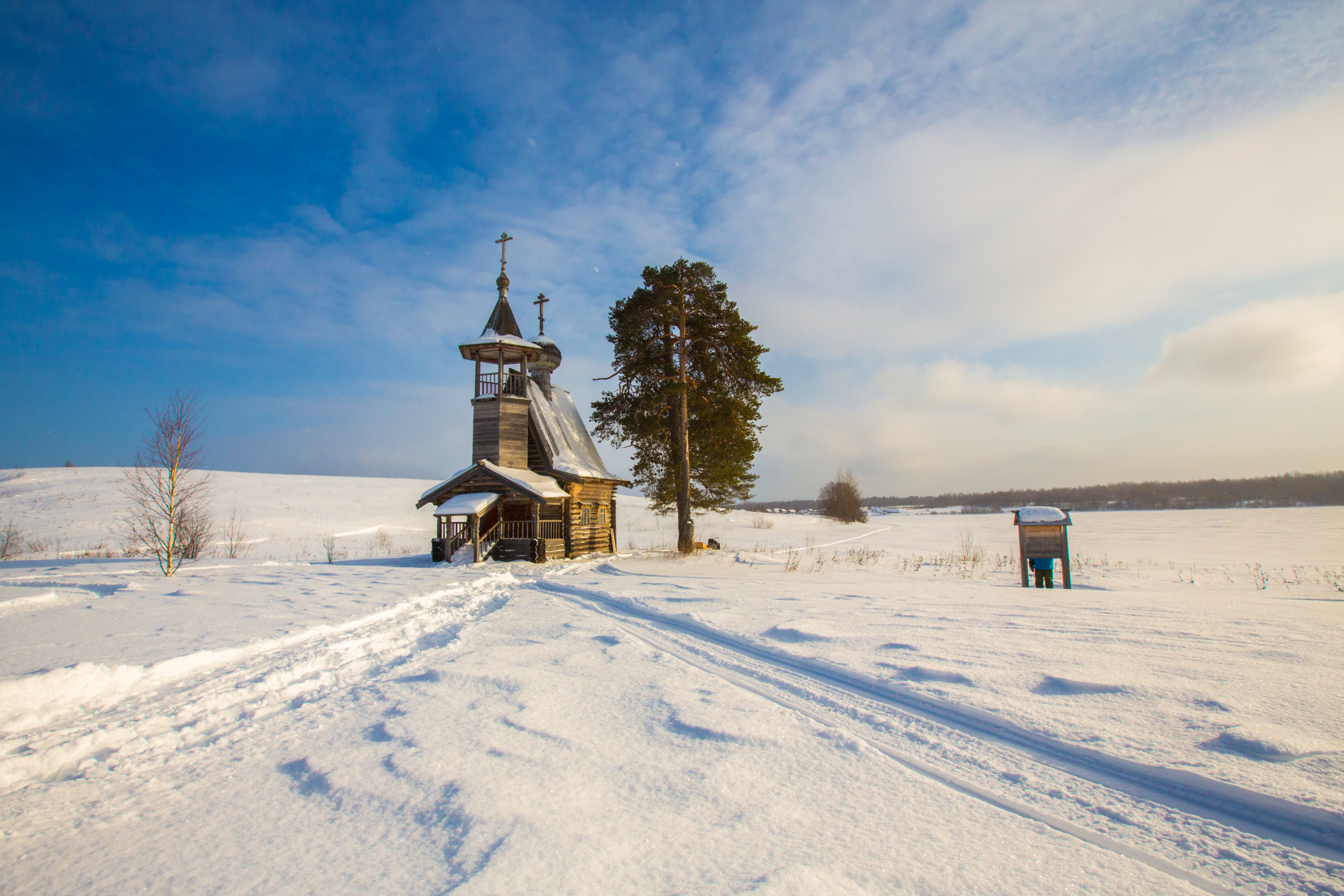
La chapelle en hiver.